# آنچه دل بخواهد
آنچه دل بخواهد (به هندی: Dil Ne Jise Apna Kahaa) فیلمی محصول سال ۲۰۰۴ و به کارگردانی آتول آگنیهوتری است. در این فیلم بازیگرانی همچون سلمان خان، پریتی زینتا، بومیکا چاولا، راتی آگنیهوتری، هلن، رنوکا شاهانه، ریا سن، دلناز ایرانی، بابی دارلینگ ایفای نقش کرده‌اند. این فیلم براساس فیلم بازگشت به من محصول سال ۲۰۰۰ ساخته شده‌است.

## داستان
ریشاب ماتهور(سلمان خان) و پری ماتهور(پریتی زینتا) زوجی هستند که به شدت عاشق یکدیگرند. ریشاب مدیر یک شرکت تبلیغاتی است و پری یک پزشک است. بر اثر یک سانحه رانندگی پری دچار مرگ مغزی می‌شود و قلبش براساس وصیت او به یکی از مریض‌های خودش به نام دنی چاکرابورتی(بومیکا چاولا) اهدا می‌شود.
ریشاب نمی‌داند این قلب به چه کسی اهدا شده ولی به شدت از این شخص ناشناس تنفر دارد و حتی نمی‌خواهد نامه او را بخواند. دنی هم نمی‌داند چه کسی قلبش را به او اهدا کرده اما روزی ریشاب را در خیابان می‌بیند و بدون هیچ دلیلی عاشق او می‌شود و او را تعقیب می‌کند این موضوع برای خود او هم عجیب است. چندی بعد ریشاب به‌طور اتفاقی دنی را در مهمانی عروسی دوست پری می‌بیند و در دفترچه یادداشت او جمله‌ای می‌بیند که به درد کار تبلیغات می‌خورد. همکار ریشاب که تریپاتی نام دارد از این جمله خوشش می‌آید و زمینه را برای استخدام دنی فراهم می‌کند.
دنی در شرکت برای ریشاب گل می‌برد اما او اعتنایی نمی‌کند، همچنین با او در موارد مختلف بد رفتاری می‌کند. تا این که تریپاتی به دنی می‌گوید ریشاب از ابتدا تا این حد بداخلاق نبوده‌است از وقتی پری مرده‌است و قلبش را اهدا کرده‌است ریشاب رفتارش این گونه شده‌است. دنی تازه دلیل احساساتش و شباهت آن‌ها به پری را می‌فهمد و به دکتری که قلبش را عمل کرده مراجعه می‌کند و می‌گوید باید پیش از این اتفاق به او نام اهداکننده را می‌گفته‌است. پس از آن او بیمارستان کودکانی که قرار است به یاد پری ساخته شود را هم طراحی می‌کند که بسیار شبیه به خواست اوست.
او چند روز بعد شبانه به خانه ریشاب می‌رود تا به او ابراز علاقه کند. ریشاب از خواب بیدار می‌شود و قبل از اینکه دنی چیزی بگوید از دنی می‌خواهد چیزی نگوید تا از او متنفر نشود و می‌گوید تنها زنی که او دوست داشته پری بوده‌است. دنی منقلب می‌شود و دچار حمله قلبی می‌شود وقتی او را به بیمارستان می‌رسانند، دکتر به ریشاب می‌گوید قلب پری در سینه دنی می‌تپد و حالا قلب پیوند را پس زده‌است و ریشاب تازه متوجه تمام ماجرا می‌شود. همه در این قضیه ریشاب را مقصر می‌دانند، او که پشیمان است بر بالای سر دنی می‌رود و از او که بیهوش است عذر خواهی می‌کند و از روح پری می‌خواهد تا به باقی ماندن قلبش در بدن دنی کمک کند پس از این صحبت‌ها دنی به هوش می‌آید و آن‌ها زندگی جدیدی را با هم آغاز می‌کنند.